# Mount Royalist
Mount Royalist – szczyt Gór Admiralicji na Ziemi Wiktorii w Antarktydzie Wschodniej.

## Nazwa
Nazwany przez antarktyczną ekspedycję New Zealand Geological Survey (1957–1958) – nazwa Royalist (tłum. „Rojalista”) nawiązuje do wyglądu góry oraz upamiętnia nowozelandzki statek HMNZS Royalist . Kilka sąsiednich szczytów nosi nazwy na cześć nowozelandzkich statków .

## Geografia
Szczyt Gór Admiralicji na Ziemi Wiktorii w Antarktydzie Wschodniej wznoszący się na wysokość 3640 m n.p.m.  Leży ok. 3 km na zachód od Mount Adam  i na wschód od Mount Ajax .
Mount Royalist swoim kształtem przypomina piramidę . Wznosi się nad lodowcem Man-O-War Glacier .